# Summer Sunshine
"Summer Sunshine" é o primeiro compacto do álbum Borrowed Heaven, da banda irlandesa The Corrs, lançado em maio de 2004.

## Lista de faixas

### CD1
1. "Summer Sunshine" (Single version)
2. "Summer Sunshine" (Fernando Garibay remix)

### CD2 (Enhanced CD)
1. "Summer Sunshine" (Single version)
2. "Summer Sunshine" (acoustic)
3. "Summer Sunshine" (Ford remix edit)
4. "Summer Sunshine" Promo video
5. "Silver Strand" (Live, acoustic)
6. Behind the scenes at the video

## Desempenho nas paradas musicais
| Parada                                        | Melhor posição |
| --------------------------------------------- | -------------- |
| Irish Singles Chart                           | 12             |
| UK Singles Chart                              | 6              |
| ARIA Charts                                   | 13             |
| Recording Industry Association of New Zealand | 30             |
| Suíça                                         | 49             |
| Media Control Charts                          | 32             |